# Hubert Herbreteau
Hubert Marie Michel Marcel Herbreteau (ur. 10 czerwca 1948 w Vendrennes) – francuski duchowny katolicki, biskup Agen w latach 2005-2023. 

## Życiorys
Święcenia kapłańskie otrzymał 22 czerwca 1975 i został inkardynowany do diecezji Luçon. Pracował w wielu wydziałach kurii diecezjalnej (odpowiadał m.in. za formację stałą duchowieństwa). W latach 2001-2005 był wikariuszem biskupim dla rejonu Côte et Marais Breton.
17 stycznia 2005 papież Jan Paweł II mianował go ordynariuszem diecezji Agen. Sakry biskupiej udzielił mu 24 kwietnia 2005 kard. Jean-Pierre Ricard.
19 sierpnia 2023 papież Franciszek przyjął jego rezygnację z urzędu ordynariusza diecezji Agen.